# نظام تسمية النبات

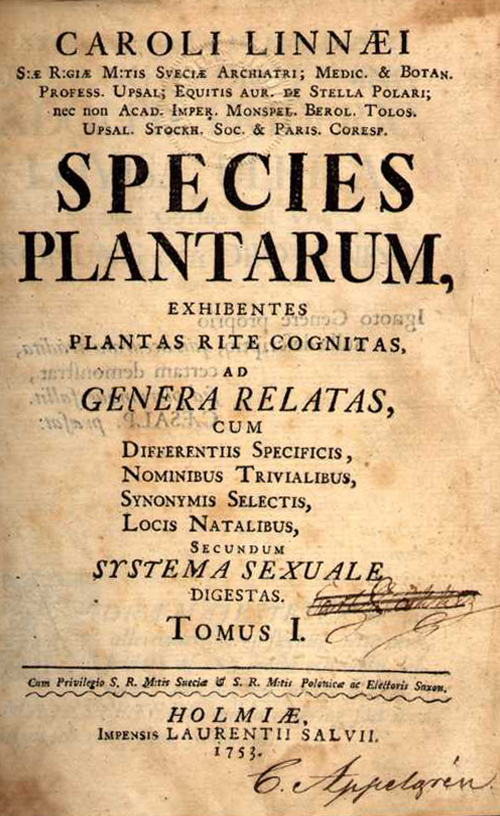

نظام تسمية النبات (بالإنجليزية: Botanical nomenclature)‏ هو النظام الرسمي المعتمد لتسمية النباتات. يعود تاريخه إلى زمن تداول اللغة اللاتينية في أوروبا أو ربما إلى زمن ثيوفراستس (باليونانية: Θεόφραστος)‏ (بالإنجليزية: Theophrastos)‏. كان الحدث الأهم في تطور هذا النظام هو اعتماد كارولوس لينيوس نظام التسمية الثنائية، التي تشمل اسم الجنس واسم النوع. تكتب الأسماء العلمية باللاتينية، وغالباً تتم كتابتها في اللغات التي تستعمل الأبجدية اللاتينية بأحرف مائلة لتمييزها عن باقي النص، مثلا Trifolium repens (النفل الزاحف).

## اسم النوع
يشتق اسم النوع عادة من إحدى الخصائص التالية:
- موطن النوع النباتي مثل القصعين السوري (نسبة إلى سوريا الكبرى)
- صفة مميزة في النوع النباتي مثل طبيعة نموه أو لون الزهرة أو وجود أهداب أو أشواك أو شكل الورقة.
- نظرا لتشابه النوع النباتي (أو جزء منه) مع جنس نباتي آخر.
- تيمنا باسم عالم معين.